# Consiliul Autonomiei Maghiare din Bazinul Carpatic
Consiliul Autonomiei Maghiare din Bazinul Carpatic (KMAT) (în maghiară Kárpát-Medencei Magyar Autonómia Tanács) este o organizație întemeiată în 16 iunie 2004, la Oradea,
prin asocierea mai multor organizații politice și civice, cu scopul de a înființa o autoritate care să facă posibilă reprezentarea unificată a năzuinței maghiarilor din bazinul carpatic, în privința autonomiei.
Formațiunea reunește organizații politice și civice din Transilvania, Voivodina, Ucraina, Slovacia și Croația, care vor autonomie, dar nu schimbarea granițelor.

## Componență
La data înființării, KMAT fusese constituit din șapte organizații ale minorităților maghiare din șase țări: Consiliul Național Maghiar din Transilvania (România - președinte László Tőkés), Consiliul Național Secuiesc (România - președinte Dr. Csapó I. József), Uniunea Civică Maghiară (România - președinte Szász Jenő), Comunitatea Democratică a Maghiarilor din Croația (Croația, președinte Jakab Sándor), Comunitatea Națională de Autoguvernare Maghiară din Ținutul Mura (Slovenia - președinte Tomka György), Uniunea Culturală Maghiară din Ucraina Subcarpatică (Ucraina - vicepreședinte Milován Sándor) și Partidul Democrat Maghiar din Voivodina (Serbia-Muntenegru - președinte Ágoston András).
Episcopul reformat László Tőkés a fost desemnat primul președinte al KMAT.